# Mount Clemens
Mount Clemens é uma cidade localizada no estado americano de Michigan, no Condado de Macomb.

## Demografia
Segundo o censo americano de 2000, a sua população era de 17.312 habitantes.
Em 2006, foi estimada uma população de 16.989, um decréscimo de 323 (-1.9%).

## Geografia
De acordo com o United States Census Bureau tem uma área de 10,9 km², dos quais 10,9 km² cobertos por terra e 0,0 km² cobertos por água.

## Localidades na vizinhança
O diagrama seguinte representa as localidades num raio de 12 km ao redor de Mount Clemens.